# Mount Jerusalem National Park
Mount Jerusalem National Park är en park i Australien. Den ligger i delstaten New South Wales, i den sydöstra delen av landet, omkring 630 kilometer norr om delstatshuvudstaden Sydney.
Runt Mount Jerusalem National Park är det ganska tätbefolkat, med 54 invånare per kvadratkilometer.. Närmaste större samhälle är Brunswick Heads, omkring 19 kilometer öster om Mount Jerusalem National Park.
I omgivningarna runt Mount Jerusalem National Park växer i huvudsak städsegrön lövskog. Genomsnittlig årsnederbörd är 1 776 millimeter. Den regnigaste månaden är januari, med i genomsnitt 298 mm nederbörd, och den torraste är oktober, med 39 mm nederbörd.